# 陈汝惠
陈汝惠（1917年1月17日—1998年9月4日），笔名白榆，男，江苏宝山（今上海市宝山区）人，中国作家、教育家，曾任厦门大学教授，著有《陈汝惠文集》。

## 生平
他1917年1月17日出生于宝山罗店镇，家境贫寒，父亲在一家布店工作，陈汝惠10岁时父亲去世，由祖母、母亲和长兄陈伯吹养大。和陈伯吹一样，陈汝惠15岁从乡村师范毕业后，成为小学教员。同时，他继续攻读高等师范，17岁毕业，进入上海立德中学教语文。
和陈伯吹一样，陈汝惠给大夏大学教务长鲁继曾写信、寄作品，被破格录取。大学期间结识妻子李荷珍（李叔彦之女），毕业后结婚，鲁继曾担任证婚人。在大学时，他曾在《大夏周报》和《译报》发表杂文，1938年出版了杂文集《断章取义集》，作品封面由蔡若虹设计。抗日战争爆发后，他发表了大量杂文如《女难》、《死的胜利》、《小雨》、《捕珠手》等，宣传抗日活动，成为上海孤岛时期作家之一。
1937年老家被日军烧毁，他在上海加入三青团。1947年，国民党“党团合并”时曾邀请陈汝惠担任国民党市党部委员，但被陈汝惠拒绝，同时公开登报表示退出三青团。同年创办上海市立江湾中学，担任首任校长，并在学校组建中共地下党支部。其抗日经历后来被他写在自传体长篇小说《风尘》中。他还出版过杂志《启示》，但该杂志在1949年初被国民党查封。他曾协助吴绍澍起义，因此被毛森追杀。
1946年，他在《正言报》上撰写了不少家庭教育文章，上海商务印书馆将其汇编成畅销书《父母与子女》。他因此被大夏大学教育系主任张耀翔于1948年破格聘为教育系副教授。1950年经马叙伦推荐，他随王亚南赴厦门，担任厦门大学教育系副教授及校中苏友好协会总干事，1955年担任厦门大学直属教育学教研组主任。为了替代不适合高等教育的凯洛夫《教育学》，他向王亚南建议自行编写高等学校教育学教材，得到同意后开始组织编写《高等学校教育学讲义》，1957年成书。
1960年，他在政审中被批为“隐瞒反动历史”，变成“内部控制使用人员”，遭免去行政职务，调中文系教写作。文化大革命时期，他遭到批斗，文革结束后平反，继续在厦大工作。1990年代，他随儿子陈佐洱定居北京，后移居杭州。

## 家庭
哥哥陈伯吹。儿子陈佐洱、陈佐沂、陈佐湟。